# Каменар (област Разград)
 Тази статия е за селото в Област Разград.  За другите села с това име вижте Каменар.  
Каменар е село в Североизточна България, в община Лозница, област Разград, което се намира в близост е до трите големи областни града Шумен, Търговище и Разград. До 1934 г. името на селото е Ташчи.

## География
Селото се намира на 225 метра надморска височина. В близост до селата Бели Лом, Веселина, Гороцвет и Ушинци. То се намира на 14,53 км източно от Разград, на 32 км от Шумен и на 23 км от Търговище. Селото е на един километър от главния път Русе-Варна. Площта му е 21.196km2 (НСИ). Къщите в село Каменар наброяват 285. Жителите отглеждат добитък, като въпреки че оттук протича река Бели Лом районът е относително беден на водни ресурси.

## История
Селото е възникнало в долината на река Бели Лом в близост до пътя между Шумен и Разград. През Османския период носи името Ташчи, което запазва до 14 август 1934 г., когато названието е българизирано. 

### Краеведска справка
В началото на 19-ти век 5 рода от село Тодювци тръгнали да се преселват в Бесарабия, където могли да намерят свобода от османското иго и земи за обработване.
По пътя за Бесарабия Тодювчани спрели в село Ташчи (Каменар) за почивка.
От книгата на Петранка Дацкова "Големият Дацков род" (вестник ”Лознишка искра”) виждаме информация за Каменар:
родовете, които спрели за почивка в селото били 5: Манджукови, Караниколови, Карастоянови, Лазарови и Тоцеви.
Установили се на моста на село Ташчи. Сложили каруците си в кръг, а сами се разположили вътре в кръга. Турски съгледвачи на местния бей дошли да видят странниците. След наблюдения се върнали при бея и разказали за видяното. Годината се случила урожайна, затова беят предложил на пътниците да съберат реколтата му. Тодювчаните се съгласили и почнали работа.
След няколко дена работата била свършена. Турският началник, като видял уменията на дошлите балканджии, предложил на родовете да се заселят в селото му и да му работят, като обещал да им даде земя за обработване. Старейшините на родовете се съгласили.
Друго доказателство, че преселниците от Тодювци се заселвали в Каменар е фактът, че главната улица в селото се казва Тодювци.
Първите, които стигнали в Каменар от Лазаровия род, били Лазар (1800 - 1905) и брат му Филип. Лазар бил казанджия в село Каменар.

Благодарим за информацията на:
- Петранка Дацкова (заслужил деятел на културата, носител на орден „Кирил и Методий“, I и II степен, първият носител на наградата „Никола Икономов“ в Разград).

- Атанас Лазаров (брат на Райна Лазарова - културен деятел в Каменар).

## Население
Численост на населението според преброяванията през годините:
| \| Година на преброяване \| Численост \| \| --------------------- \| --------- \| \| 1934 \| 1251 \| \| 1946 \| 1206 \| \| 1956 \| 1084 \| \| 1965 \| 958 \| \| 1975 \| 827 \| \| 1985 \| 668 \| \| 1992 \| 595 \| \| 2001 \| 554 \| \| 2011 \| 494 \| \| 2021 \| 378 \| |           |
| Година на преброяване | Численост |
| 1934 | 1251      |
| 1946 | 1206      |
| 1956 | 1084      |
| 1965 | 958       |
| 1975 | 827       |
| 1985 | 668       |
| 1992 | 595       |
| 2001 | 554       |
| 2011 | 494       |
| 2021 | 378       |

### Етнически състав
Преброяване на населението през 2011 г.
Численост и дял на етническите групи според преброяването на населението през 2011 г.:
|                     | Численост | Дял (в %) |
| Общо                | 494       | 100.00    |
| Българи             | 60        | 12.14     |
| Турци               | 324       | 65.58     |
| Цигани              |           |           |
| Други               |           |           |
| Не се самоопределят | 14        | 2.83      |
| Неотговорили        | 94        | 19.02     |

## Обществени институции

### Кметство
Кметството се намира в центъра на селото и е еднотажна сграда в която се намират канцеларията на кмета, кабинет на секретарката и на полицая.

### Начално училище „Хаджи Димитър“ и Детска полудневна градина „Слънце“
От 15 септември 2008 г. със ЗАПОВЕД № РД-14-462 от 19 август 2008 г.на Министъра на образованието и науката поради трайна тенденция на намаляване броя на децата, довела до невъзможност за формиране на паралелки в рамките на нормативно определения минимум и прилагането на системата на делегираните бюджети местното начално„Хаджи Димитър“ е закрито.
В същата сграда задълго се помещава и детската полудневна градина „Слънце“, която първоначално е поставена под ръководството на ОУ „Христо Ботев“ в село Гороцвет и в нея се обучават средно 25 деца на година. По-късно градината е изместена в специално отделена зала на местното читалище.

### Читалище и библиотека
В читалището има групи с български и турски фолклор. В селото има новосъздадена група за народни песни. Библиотеката се намира в сградата на читалището на центъра. В селото има 3 детски площадки.

### Пощенска станция
В селото има пощенска станция, като пощенския код на селото е 7247, телефония е 084766 а телефонния от чужбина от 0035984766. Пощенската станция обслужва гишета на Е-on, БТК, Виваком и Български пощи. Работното време е от 07.00 – 12.00 ч. Сградата е едноетажна и е близо до центъра.

### Лекарски кабинет
В селото има лекарски кабинет който е в самостоятелна сграда на два етажа (сградата на бившата Здравна служба).

## Култура и религии
Постоянните жители на селото са около 560 души. От тях 89% изповядват мюсюлманската, а останалите 11% християнската вяра. В селото има църква „Свети Дух“, която редовно празнува своя празник и една джамия, като двете се управляват от религиозните настоятелства в град Лозница.

## Редовни събития
- 15 юни – Общоселски събор
- 30 май – Празник на селото

## Личности родени в село Каменар
- Асен Дацев (1911 – 1994), физик, академик

## Личности свързани със село Каменар
Известни учители и директори в селото
- Билка Александрова Савова – р.1925 – учител
- Георги Йорданов Ненков – р.1892 – директор на местното училище, художник
- Тодор Иванов Савов /1927 – 1998/ – директор на местното училище
- Фатме Ахмедова – р.1959 – детска преподавателка
- Неда Стефанова Тодорова – дългогодишен преподавател в местното училище и детска градина
- Цветанка Василева – дългогодишен директор на местното училище
- Румяна Бечева
- Иван Бидев – р.1918, починал 2009, счетоводител
- Атанас Лозанов – доц.инж. общественик, просветител и културен деятел
- Георги Узунов – р. 1892 – кукловод
- Никола Узунов – общественик и просветител
- Радослав Деков – директор
- Петранка Дацкова – културен деятел,
- Райна Лазарова – създател на състав за автентичен фолклор носител на множество златни медали от районни, окръжни и републикански прегледи на худ. самодейност, многократен носител на златни медали от Копривщица. организирала първата връзка със с. Тодювци-Еленско, откъдето идват създателите на селото, организира асфалтирането и телефонизирането на селото, композитор и текстописец на много песни, водила предавания за фолклора по радио „Христо Ботев“ със собствено музикално лого, най-добрата перукерка в Европа за 1970 г.
- Янаки Атанасов Лазаров – въвел за първи път химическо и електрическо къдрене в Разград, създател на шахклуба.
- Йордан Узунов – спортен журналист.